# Ilja Valerjevics Kovalcsuk
Ilja Valerjevics Kovalcsuk Ilya Valeryevich Kovalchuk (oroszul: Илья Валерьевич Ковальчук; Tver, 1983. április 15. –) világbajnok és olimpiai aranyérmes orosz profi jégkorongozó. Jelenleg a KHL-ben szereplő Avangard Omszk játékosa.

## Pályafutása

### A kezdetek
Profi pályafutását a HK Szpartak Moszkva színeiben kezdte. Két teljes szezont játszott itt, mielőtt az Atlanta Thrashers draftolta a 2001-es NHL-drafton. Ő volt az első orosz játékos a liga történetében, aki elsőkörösként elsőként kelt el. A 17-es mezt viseli, amivel tiszteletét fejezi ki Valerij Harlamov előtt, aki szovjet játékosként volt szupersztár az 1970-es években. A válogatottban ennek az ellenkezőjében játszik a 71-esben.

### National Hockey League
Kovalcsuk második lett Dany Heatley mögött a Calder-emlékkupa szavazásán 2002-ben, amit az év újonca kap. Mindketten részt vettek az NHL YoungStar nevezetű csapatában. A 2003–2004-es szezonban 41 gólt szerzett holtversenyben Jarome Iginla és Rick Nash társaságában. Ugyanebben az évadban 46 asszisztja volt, így összesen 87 pont állt a neve mellett, amivel második lett a Tampa Bay Lightning játékosa Martin St. Louis mögött. Részt vett a 2004-es NHL All Star Gálán. 2004–2005-ös szezon a bérviták miatt elmaradt, ekkor hazájában, a kazanyi Ak Barsz Kazany csapatában játszott. Miután véget ért a bérvita, ő is visszatért a National Hockey League-be. A 2005–2006-os szezonban 52 gólt ütött, ezzel harmadik helyen végzett honfitársával Alekszandr Ovecskinnel a gólszerzők versenyében. Az 52 gól mellett 46 asszisztja volt, ami összesen 98 pontot ért. Az első játékos az Atlanta történetében, aki legalább 50 gólt ütött egy szezon alatt. A 2006–2007-es szezon alatt 76 pontot szerzett, ez pedig kevesebb volt, mint, amit az elmúlt szezonokban megszokhattak tőle a drukkerek. A kevesebb pont ellenére a csapat bejutott a rájátszásba. Ez volt a csapat történetében az első ilyen alkalom. Aztán gyorsan véget is ért számukra a rájátszás, mivel a New York Rangers 4-szer győzte le őket. Kovalcsuk 1 gólt és 1 asszisztot tudhatott magáénak.
2007. november 1-jén az Ottawa Senators elleni mérkőzésen, 5–0-s hazai vezetés után Kovalcsuk vezérletével feljött 5–4-re az Atlanta. Ezen a meccsen mesterhármast ért el, de csapata 6–4-es vereséget szenvedett az ottawai Daniel Alfredsson üreskapus góljának köszönhetően. Emlékezetes maradt a Carolina Hurricanes elleni gólja, amikor egymaga végigvezette a korongot a pályán és szinte az egész csapatot kicselezte. 2008. január 30-án kisebbfajta sérülést szenvedett a Pittsburgh Penguins játékosa Jarkko Ruutu révén. Szerencsére nem volt komoly a sérülése és egy hét pihenő után ismét sikerült gólt szereznie.

## Orosz válogatott
A 2006. évi téli olimpiai játékokon részt vett az orosz jégkorong-válogatottban a jégkorongtornán. A Lettország elleni meccsen 4 gólt ütött és 9-2-re győztek. Az elődöntőig jutottak, ahol a finn válogatott ellen kikaptak 4–0-s arányban és nem jutottak a döntőbe. A bronzmeccsen sima 3–0-s vereség a csehektől.

## Sikerei, díjai
- NHL YoungStar Game: 2002
- NHL YoungStar Game MVP: 2002
- NHL újonc csapat: 2002
- NHL All Star Gála: 2004, 2008, 2009
- NHL Második All-Star Csapat: 2004
- Maurice 'Rocket' Richard-trófea: 2004
- Harlamov-trófea: 2004
- Világbajnokság MVP: 2009

## Karrier statisztika

### Klubcsapat
| 1999–2000  | HK Szpartak Moszkva | OSZL       | 51  | 14  | 6   | 20  | 89  | —  | —  | —  | —  | —  |
| 2000–2001  | HK Szpartak Moszkva | OSZL       | 39  | 25  | 18  | 43  | 78  | 12 | 14 | 4  | 18 | 38 |
| 2001–2002  | Atlanta Thrashers   | NHL        | 65  | 29  | 22  | 51  | 28  | —  | —  | —  | —  | —  |
| 2002–2003  | Atlanta Thrashers   | NHL        | 81  | 38  | 29  | 67  | 57  | —  | —  | —  | —  | —  |
| 2003–2004  | Atlanta Thrashers   | NHL        | 81  | 41  | 46  | 87  | 63  | —  | —  | —  | —  | —  |
| 2004–2005  | Ak Barsz Kazány     | OSZL       | 53  | 19  | 23  | 42  | 72  | 4  | 0  | 1  | 1  | 0  |
| 2005–2006  | Atlanta Thrashers   | NHL        | 78  | 52  | 46  | 98  | 68  | —  | —  | —  | —  | —  |
| 2006–2007  | Atlanta Thrashers   | NHL        | 82  | 42  | 34  | 76  | 66  | 4  | 1  | 1  | 2  | 19 |
| 2007–2008  | Atlanta Thrashers   | NHL        | 79  | 52  | 35  | 87  | 52  | —  | —  | —  | —  | —  |
| 2008–2009  | Atlanta Thrashers   | NHL        | 79  | 43  | 48  | 91  | 50  | —  | —  | —  | —  | —  |
| 2009–2010  | Atlanta Thrashers   | NHL        | 49  | 31  | 27  | 58  | 45  | —  | —  | —  | —  | —  |
| 2009–2010  | New Jersey Devils   | NHL        | 27  | 10  | 17  | 27  | 8   | 5  | 2  | 4  | 6  | 6  |
| 2010–2011  | New Jersey Devils   | NHL        | 81  | 31  | 29  | 60  | 28  | —  | —  | —  | —  | —  |
| 2011–2012  | New Jersey Devils   | NHL        | 77  | 37  | 46  | 83  | 33  | 23 | 8  | 11 | 19 | 6  |
| 2012–2013  | SZKA Szentpétervár  | KHL        | 36  | 18  | 24  | 42  | 12  | —  | —  | —  | —  | —  |
| 2012–2013  | New Jersey Devils   | NHL        | 37  | 11  | 20  | 31  | 18  | —  | —  | —  | —  | —  |
| 2013–2014  | SZKA Szentpétervár  | KHL        | 45  | 16  | 24  | 40  | 38  | 10 | 3  | 2  | 5  | 31 |
| 2014–2015  | SZKA Szentpétervár  | KHL        | 54  | 25  | 30  | 55  | 69  | 22 | 8  | 11 | 19 | 12 |
| NHL összes | NHL összes          | NHL összes | 816 | 417 | 399 | 816 | 516 | 32 | 11 | 16 | 27 | 31 |
| KHL összes | KHL összes          | KHL összes | 135 | 59  | 78  | 137 | 119 | 32 | 11 | 13 | 24 | 43 |
| OSZL össze | OSZL össze          | OSZL össze | 143 | 58  | 47  | 105 | 239 | 16 | 14 | 5  | 19 | 38 |

### Válogatott
| Év                  | Esemény               | Helyezés            |     | MSz | G  | A  | P   | B |
| ------------------- | --------------------- | ------------------- | --- | --- | -- | -- | --- | - |
| 2000                | U18-as világbajnokság | Ezüstérem           | 6   | 2   | 3  | 5  | 6   |   |
| 2001                | U20-as világbajnokság | 7. hely             | 7   | 4   | 2  | 6  | 37  |   |
| 2001                | U18-as világbajnokság | Aranyérem           | 6   | 11  | 4  | 15 | 26  |   |
| 2002                | Olimpia               | Bronz               | 6   | 1   | 2  | 3  | 14  |   |
| 2003                | Világbajnokság        | 5. hely             | 7   | 4   | 0  | 4  | 6   |   |
| 2004                | Világbajnokság        | 10. hely            | 6   | 3   | 1  | 4  | 6   |   |
| 2004                | Világkupa             | 5. hely             | 4   | 1   | 0  | 1  | 4   |   |
| 2005                | Világbajnokság        | Bronzérem           | 9   | 3   | 3  | 6  | 4   |   |
| 2006                | Olimpia               | 4. hely             | 8   | 4   | 1  | 5  | 31  |   |
| 2007                | Világbajnokság        | Bronzérem           | 9   | 2   | 5  | 7  | 10  |   |
| 2008                | Világbajnokság        | Aranyérem           | 8   | 2   | 6  | 8  | 52  |   |
| 2009                | Világbajnokság        | Aranyérem           | 9   | 5   | 9  | 14 | 4   |   |
| 2010                | Olimpia               | 6. hely             | 4   | 1   | 2  | 3  | 0   |   |
| 2010                | Világbajnokság        | Ezüstérem           | 9   | 2   | 10 | 12 | 2   |   |
| 2011                | Világbajnokság        | 4. hely             | 9   | 3   | 5  | 8  | 6   |   |
| 2013                | Világbajnokság        | 6. hely             | 8   | 8   | 5  | 13 | 29  |   |
| 2014                | Olimpia               | 5. hely             | 5   | 3   | 0  | 3  | 2   |   |
| 2015                | Világbajnokság        | Ezüstérem           | 10  | 2   | 3  | 5  | 2   |   |
| Junior összesített  | Junior összesített    | Junior összesített  | 19  | 17  | 9  | 26 | 69  |   |
| Felnőtt összesített | Felnőtt összesített   | Felnőtt összesített | 107 | 43  | 52 | 95 | 167 |   |

### All-Star Gálák
| Év           | Helyszín     |              | G | A | P  |
| ------------ | ------------ | ------------ | - | - | -- |
| 2004         | St. Paul     | 1            | 0 | 1 |    |
| 2008         | Atlanta      | 0            | 1 | 1 |    |
| 2009         | Montréal     | 0            | 0 | 0 |    |
| 2013         | Cseljabinszk | 3            | 0 | 3 |    |
| 2014         | Bratislava   | 1            | 2 | 3 |    |
| 2015         | Szocsi       | 4            | 2 | 6 |    |
| NHL All-Star | NHL All-Star | NHL All-Star | 1 | 1 | 2  |
| KHL All-Star | KHL All-Star | KHL All-Star | 8 | 4 | 12 |